# Trưng cầu dân ý chính phủ Nga 1993
Một cuộc trưng cầu dân ý gồm bốn phần đã được tổ chức tại Nga vào ngày 25 tháng 4 năm 1993. Cử tri được hỏi về mức độ tín nhiệm đối với Tổng thống Boris Yeltsin, sự ủng hộ đối với các chính sách kinh tế xã hội của chính phủ và bầu cử sớm cho cả tổng thống và nghị viện. Cuộc trưng cầu dân ý được khởi xướng bởi Đại hội Đại biểu Nhân dân, trong đó quy định rằng Yeltsin sẽ cần phải có được 50% cử tri, thay vì 50% số phiếu hợp lệ.
Ba trong số bốn câu hỏi - tín nhiệm đối với Yeltsin, ủng hộ các chính sách kinh tế xã hội của chính phủ và bầu cử sớm cho Đại hội Đại biểu Nhân dân - đã được đa số cử tri tham gia chấp thuận, trong khi cử tri bác bỏ đề xuất tổ chức bầu cử tổng thống sớm. Tuy nhiên, đề xuất bầu cử sớm cho Đại hội đại biểu nhân dân đã thất bại do số cử tri tối thiểu cần thiết là 50% tổng số cử tri đã đăng ký không thỏa mãn.

## Câu hỏi
Bốn câu hỏi là:
1. Bạn có tin tưởng vào Tổng thống Liên bang Nga, Boris N. Yeltsin?
2. Bạn có ủng hộ chính sách kinh tế và xã hội đã được thực hiện từ năm 1992 bởi Tổng thống và Chính phủ Liên bang Nga không?
3. Có nên tổ chức cuộc bầu cử sớm cho Tổng thống Liên bang Nga?
4. Có nên tổ chức bầu cử sớm cho các Đại biểu Nhân dân Liên bang Nga?

## Kết quả
| Câu hỏi                           | Ủng hộ     | Ủng hộ | Phản đối   | Phản đối | Không hợp lệ /Trắng | Tổng số phiếu | Số cử tri đăng ký | Tỉ lệ ủng hộ | Electorate for (%) | Kết quả                       |
| Câu hỏi                           | Số phiếu   | %      | Số phiếu   | %        | Không hợp lệ /Trắng | Tổng số phiếu | Số cử tri đăng ký | Tỉ lệ ủng hộ | Electorate for (%) | Kết quả                       |
| --------------------------------- | ---------- | ------ | ---------- | -------- | ------------------- | ------------- | ----------------- | ------------ | ------------------ | ----------------------------- |
| Tín nhiệm đối với Yeltsin         | 40,405,811 | 59.9   | 26,995,268 | 40.1     | 1,468,868           | 68,869,947    | 107,310,374       | 64.2         | –                  | Tán thành                     |
| Ủng hộ chính sách kinh tế, xã hội | 36,476,202 | 54.3   | 30,640,781 | 45.7     | 1,642,883           | 68,759,866    | 107,310,374       | 64.1         | –                  | Tán thành                     |
| Bầu cử tổng thống sớm             | 32,418,972 | 48.8   | 34,027,310 | 51.2     | 2,316,247           | 68,762,529    | 107,310,374       | 64.1         | 30.21              | Bác bỏ                        |
| Bầu cử sớm Đại biểu Nhân dân      | 46,232,197 | 69.1   | 20,712,605 | 30.9     | 1,887,258           | 68,832,060    | 107,310,374       | 64.1         | 43.08              | Không đạt số cử tri tối thiểu |
| Nguồn: Nohlen & Stöver            |            |        |            |          |                     |               |                   |              |                    |                               |